# Pronta consegna neonati
Pronta consegna neonati (Baby Bottleneck) è un film del 1946 diretto da Robert Clampett. È un cortometraggio d'animazione della serie Looney Tunes, uscito negli Stati Uniti il 16 marzo 1946.

## Trama
Mentre esplode il baby boom del secondo dopoguerra, una cicogna oberata di lavoro (caricatura di Jimmy Durante) si ubriaca in un nightclub. Per le consegne di neonati vengono quindi impiegati degli animali privi di esperienza, il che porta a diversi errori. Porky Pig viene incaricato di gestire la Storks Inc. e la sua catena di montaggio, con Daffy Duck come "vicedirettore del traffico". Mentre Daffy presidia i telefoni, ricevendo chiamate anche da Bing Crosby, Eddie Cantor e dal padre delle gemelle Dionne, Porky gestisce la sala di controllo. Quindi, Daffy ordina di far partire a tutta velocità la catena di montaggio, così i bambini (tra cui Titti) passano su un nastro trasportatore in cui gli viene messo il pannolino, vengono nutriti con latte e gli viene fatto fare il ruttino, prima di essere spediti. Lungo la catena di montaggio accadono diversi piccoli incidenti, ma il problema principale si verifica quando Porky trova un uovo senza indirizzo e decide di farci sedere sopra Daffy finché non si schiude. Tuttavia, Daffy si rifiuta di farlo e Porky lo insegue, finché entrambi non finiscono intrappolati sul nastro trasportatore. Qui vengono infilati entrambi in un unico pannolino (con Porky come metà inferiore e Daffy come metà superiore) e inviati in Africa tramite un razzo a forma di cicogna (in attesa di brevetto), dove una gorilla sta aspettando il suo cucciolo. Dopo che Daffy e Porky si schiantano a terra, la gorilla li mette in un fasciatoio ma è orripilata quando vede sbucare Porky dal pannolino. Così chiama al telefono John J. Anthony (conduttore del programma radiofonico di consulenza The Goodwill Hour) e gli dice piangendo di avere un grosso problema.

## Produzione
Prima della distribuzione del cortometraggio, a Clampett fu chiesto di rimuovere una scena in cui la scrofa, dopo aver impedito all'alligatore di allattarsi, gli diceva "Ah-ah, don't touch that dial". Si trattava di un comune cliché quando un programma veniva interrotto dalla pubblicità (reso famoso dal programma radiofonico Blondie), oggi traducibile in "non cambiare canale", ma in tal caso riferito ai capezzoli della scrofa e quindi giudicato inappropriato. La versione rimasterizzata del 1995, utilizzata anche per la trasmissione televisiva in Italia, venne privata anche di alcuni fotogrammi precedenti al taglio in modo da rendere quest'ultimo meno evidente.

## Distribuzione

### Edizione italiana
L'edizione italiana del film fu trasmessa direttamente in televisione nel 1996; il doppiaggio fu realizzato dalla Angriservices Edizioni sotto la direzione di Renzo Stacchi. Non essendo stata registrata una colonna internazionale, fu sostituita la musica presente durante i dialoghi.

### Edizioni home video

#### VHS
America del Nord
- Porky Pig and Daffy Duck Cartoon Festival featuring "Tick Tock Tuckered" (1986)
- Porky! (1988)
- The Golden Age of Looney Tunes Volume 8: 1940s Zanies (1992)

#### Laserdisc
- Daffy! & Porky! (1988)
- The Golden Age of Looney Tunes (11 dicembre 1991)

#### DVD e Blu-ray Disc
Il corto fu pubblicato in DVD-Video in America del Nord nel terzo disco della raccolta Looney Tunes Golden Collection: Volume 2 (intitolato Tweety and Sylvester and Friends) distribuita il 2 novembre 2004, dove è visibile anche con un commento audio di Michael Barrier; il DVD fu pubblicato in Italia il 16 marzo 2005 nella collana Looney Tunes Collection, col titolo Titti e Silvestro. In America del Nord fu inserito anche nel primo disco della raccolta DVD Looney Tunes Spotlight Collection Volume 2, uscita il 2 novembre 2004. Fu poi incluso (nuovamente con il commento audio) nel primo disco della raccolta Looney Tunes Platinum Collection: Volume One, uscita in America del Nord in Blu-ray Disc il 15 novembre 2011 e in DVD il 3 luglio 2012. Il BD fu ristampato il 10 gennaio 2012 col titolo Looney Tunes Showcase. In seguito è stato inserito anche nel primo DVD della raccolta 50 cartoons da collezione - Looney Tunes della collana Il meglio di Warner Bros., uscita in America del Nord il 25 giugno 2013 e in Italia il 5 dicembre.

## Accoglienza
Nel 2010 il film fu selezionato per l'inclusione nel libro di Jerry Beck The 100 Greatest Looney Tunes Cartoons; in tale occasione lo storico dell'animazione Michael Barrier scrisse: "Pronta consegna neonati, come Varietà di libri (1946), rivela quanto sia stato grande l'impatto di Bob Clampett sui cartoni della Warner Bros. nei primi anni quaranta. (...) Come accade spesso nei migliori cartoni di Clampett, c'è un'aria prevalente di isteria e follia: la cicogna è ubriaca, aiutanti inesperti consegnano i bambini alle madri sbagliate, tutto è un disastro – e tutto è gioia".